# Гармін
Гармін — бета-карболіновий алкалоїд, вперше виділений із гармали (Peganum harmala). Трапляється в ряді різних рослин, зокрема в ребрику звичайному та Banisteriopsis caapi. Гармін оборотно пригнічує моноаміноксидазу А (МАО-А), фермент, який розщеплює моноаміни, таким чином він є інгібітором моноаміноксидази. Гармін не інгібує МАО-В.

## Біосинтез
Випадкові знаходження β-карболінових алкалоїдів та серотоніну в Peganum harmala вказують на наявність двох дуже схожих взаємопов'язаних біосинтетичних ланцюжків, що ускладнює остаточне визначення, чи вільний триптамін чи L-триптофан є прекурсором у біосинтезі гарміну. Однак передбачається, що L-триптофан є найбільш вірогідним прекрсором, причому триптамін існує як проміжний продукт.
На наступному малюнку представлена запропонована схема біосинтезу для гарміну. Шикіматний шлях кислоти утворює ароматичну амінокислоту, L-триптофан. Декарбоксилювання L-триптофану ароматичною L-амінокислотною декарбоксилазою (AADC) утворює триптамін (I), який утримує нуклеофільний центр у вуглеці C-2 індольного кільця завдяки сусідньому атому азоту, що дозволяє брати участь у рекції типу Манніха. Перестановки дозволяють утворити основу Шиффа з триптаміну, який потім реагує з піруватом у II, утворюючи β-карболінову карбонову кислоту. Потім β-карболінова карбонова кислота піддається декарбоксилюванню з отриманням 1-метил β-карболіну III. Гідроксилювання з подальшим метилюванням у IV дає гармалін. Показано, що порядок O-метилювання та гідроксилювання не має значення для утворення проміжного продукту гамаліну. На останньому етапі V окислення гармаліну супроводжується втратою води та ефективно генерує гармін.
Складність розмежування L-триптофану та вільного триптаміну як прекурсора біосинтезу гарміну походить від присутності біосинтетичного шляху серотоніну, який дуже нагадує шлях гарміну, проте вимагає наявності вільного триптаміну як його попередника. Таким чином, незрозуміло, чи декарбоксилювання L-триптофану чи включення пірувату в основну структуру триптаміну є першим кроком біосинтезу гарміну. Однак експерименти з підживленням, що передбачають згодовування одного з триптаміну волосистим кореневим культурам P. harmala, показали, що підживлення триптаміну призвело до значного підвищення рівня серотоніну з незначним або незначним впливом на рівень β-карболіну, підтверджуючи, що триптамін є попередником для серотоніну, і вказуючи на те, що він, ймовірно, є лише проміжним продуктом у біосинтезі гарміну; в іншому випадку спостерігалося б порівнянне підвищення рівня гарміну.

## Використання

### Інгібітор моноаміноксидази
Гармін є інгібітором моноаміноксидази, оскільки він оборотно пригнічує моноаміноксидазу А (МАО-А), але не МАО-В . Пероральні або внутрішньовенні дози гарміну від 30 до 300 мг можуть викликати збудження, брадикардію або тахікардію, затуманення зору, гіпотонію, парестезії. Для підтвердження діагнозу можна виміряти концентрацію гарміну в сироватці або плазмі крові. Період напіввиведення гарміну з плазми становить близько 1–3 годин.
Медично значуща кількість гарміну міститься в рослинах ребрика звичайного та Banisteriopsis caapi. Ці рослини також містять помітну кількість гармаліну який також є інгібітором моноаміноксидази. Психоактивна заварка аяваска виготовляється з кори стебла B. caapi, як правило, у поєднанні з диметилтриптаміном (ДМТ), що містить листя Psychotria viridis. ДМТ — психоделічний препарат, але він не є перорально активним, якщо не потрапляє в організм разом з інгібітором моноаміноксидази. Це робить гармін життєво важливим компонентом заварки аяваска з огляду на його здатність викликати психоделічний досвід. Ребрик звичайний або синтетичний гармін іноді використовується для заміщення B. caapi при пероральному застосуванні ДМТ.

### Інше

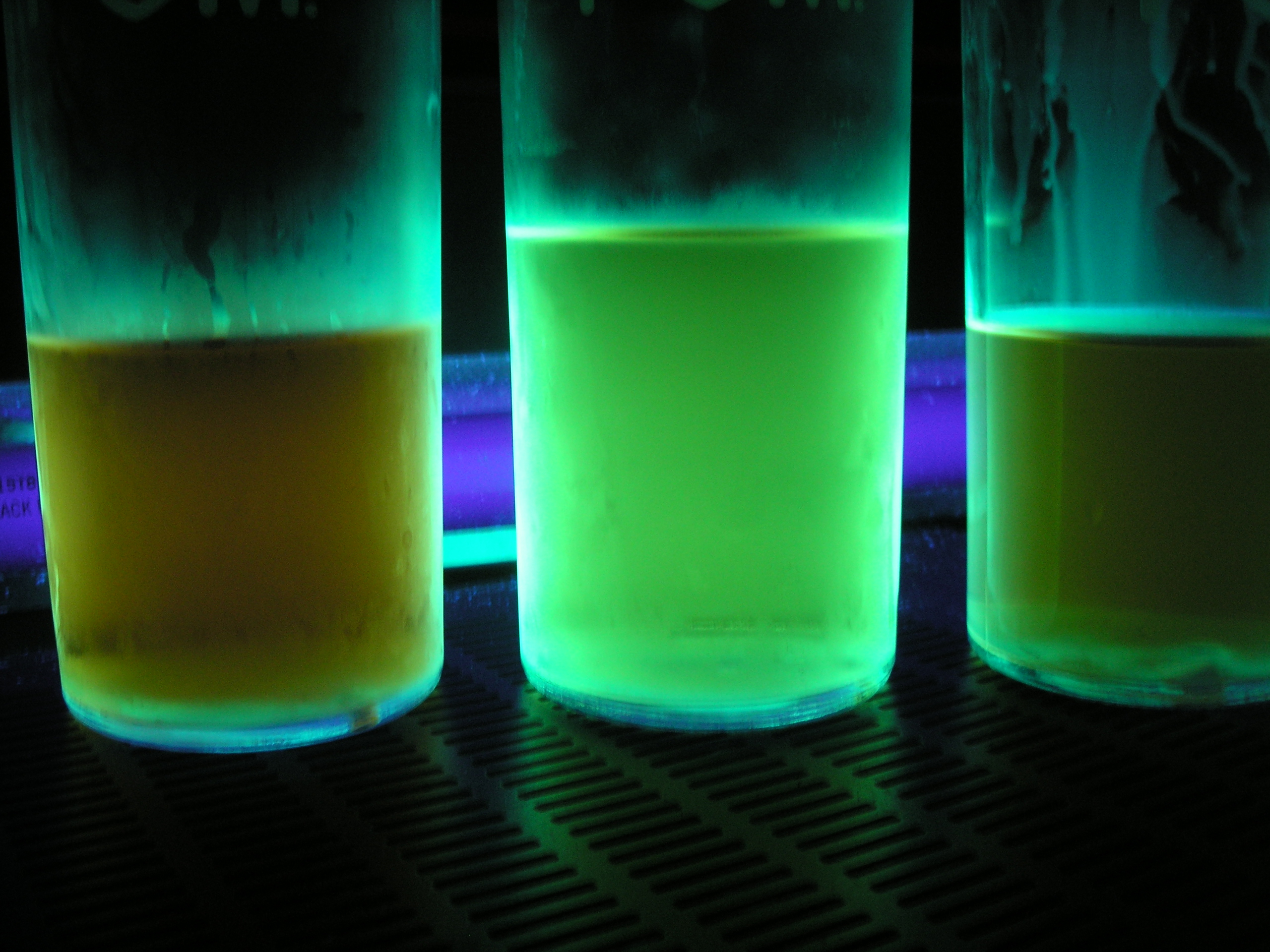
Гармалін і гармін флуоресціюють під ультрафіолетом.

Гармін — корисний флуоресцентний індикатор рН. Зі збільшенням рН місцевого середовища емісія флуоресценції гарміну зменшується.
Завдяки специфічному зв'язуванню з МАО-А, мічений вуглецем-11 гармін можна використовувати в позитронно-емісійній томографії для вивчення порушення регуляції МАО-А при ряді психічних та неврологічних захворювань.
Гармін застосовувався як протипаркінсонічний засіб з кінця 1920-х до початку 1950-х. Його замінили інші ліки.

## Дослідження

### Протиракові
«Гармін продемонстрував цитотоксичність щодо клітинних ліній HL60 та K562. Це може пояснити цитотоксичну дію Peganum harmala на ці клітини». Інгібітори бета-карболіну МАО, такі як гармін, зв'язуються з ДНК, а також виявляють протипухлинні властивості. Доведено, що гармін зв'язується в сто разів ефективніше, ніж його близький аналог гармалін. Наслідки цього в даний час недостатньо зрозумілі.

### Вплив на кістки та хрящі
Показано, що гармін сприяє диференціації остеобластів (кісткоутворюючих клітин), та хондроцитів (клітин у хрящі). Також було показано, що гармін пригнічує утворення остеокластів (клітин, що розсмоктують кістки).

### Проліферація клітинних острівців підшлункової залози
В даний час гармін є єдиним відомим препаратом, який підвищує проліферацію (швидкий мітоз та подальший ріст маси ) клітин підшлункової залози альфа (α) та бета (β) у дорослих людей. Ці субклітинні острівці, як правило, дуже стійкі до стимуляції росту на дорослому етапі життя людини, оскільки плато клітинної маси досягається приблизно у віці 10 років і з цього часу залишається практично незмінним. Інші подібні препарати успішно стимулювали проліферацію бета-клітин у щурів/мишей та свиней, однак ці препарати були дуже обмеженими і не мали успіху на людях. Встановлено, що гармін на короткий час збільшує зменшену масу бета-клітин хворих на цукровий діабет до клінічно значущих рівнів: ця властивість виявляється дуже корисною при можливому лікуванні на основі гарміну як для діабету 1, так і для типу 2.
Відомо, що гармін є потужним інгібітором ферментного шляху DYRK1A. Вважається, що це головний механізм, за допомогою якого гармін може викликати проліферацію альфа- та бета-клітин in vivo. DYRK1A — фермент, який відіграє певну роль у придушенні/регуляції проліферації клітин, тому має сенс, що часткове блокування DYRK1A збільшує ріст деяких клітин, включаючи клітини α та β підшлункової залози. Зміни багатьох інших ферментів та генів, які беруть участь у проліферації клітин, не показали значних результатів у людини, отже, досі невідомо, чому інгібування DYRK1A може змусити клітини α та β ділитися та рости.

### Інше
Встановлено, що гармін, що міститься в кореневих виділеннях Oxalis tuberosa, має інсектицидні властивості.
Встановлено, що гармін підвищує експресію глутаматного насоса EAAT2 у центральній нервовій системі, отже, зменшує токсичність глутамату.

## Природні джерела
Гармін міститься в різних організмах, більшість з яких є рослинами.
Олександр Шульгін перелічує близько тридцяти різних видів, які, як відомо, містять гармін, у тому числі сім видів метеликів з родини Nymphalidae.
До рослин, що містять гармін, належать тютюн, Peganum harmala, два види пасифлори та багато інших. Меліса лікарська містить гармін.
На додаток до B. caapi, принаймні три представники мальпігієвих містять гармін, включаючи ще два види Banisteriopsis та рослину Callaeum antifebrile.
Родина парнолистові, до якого належить P. harmala, містить принаймні дві інші рослини, що містять гармін Peganum nigellastrum та паролист звичайний.